# Uromyces procerus
Uromyces procerus ist eine Ständerpilzart aus der Ordnung der Rostpilze (Pucciniales). Der Pilz ist ein Endoparasit des Süßgrases Festuca procera. Symptome des Befalls durch die Art sind Rostflecken und Pusteln auf den Blattoberflächen der Wirtspflanzen. Sie ist ein Endemit Chiles.

## Merkmale

### Makroskopische Merkmale
Uromyces procerus ist mit bloßem Auge nur anhand der auf der Oberfläche des Wirtes hervortretenden Sporenlager zu erkennen. Sie wachsen in Nestern, die als gelbliche bis braune Flecken und Pusteln auf den Blattoberflächen erscheinen.

### Mikroskopische Merkmale
Das Myzel von Uromyces procerus wächst wie bei allen Uromyces-Arten interzellulär und bildet Saugfäden, die in das Speichergewebe des Wirtes wachsen. Die Spermogonien und Aecien der Art sind nicht bekannt, gleiches gilt für die Uredien des Pilzes. Die blattoberseitig wachsenden Telien der Art sind dunkelbraun und früh offenliegend. Die goldenen bis gelblichen Teliosporen sind einzellig, in der Regel langellipsoid und 42–65 × 16–19 µm groß. Ihre Stiele sind bis zu 130 µm lang.

## Verbreitung
Das bekannte Verbreitungsgebiet von Uromyces procerus umfasst lediglich Chile.

## Ökologie
Die Wirtspflanze von Uromyces procerus ist der Schwingel Festuca procera. Der Pilz ernährt sich von den im Speichergewebe der Pflanzen vorhandenen Nährstoffen, seine Sporenlager brechen später durch die Blattoberfläche und setzen Sporen frei. Die Art durchläuft einen Entwicklungszyklus, von dem bisher nur Telien sowie deren Wirt bekannt sind; Uredien, Spermogonien und Aecien oder entsprechende Sporen konnten ihr nicht zugewiesen werden.